# Ihr Name war Maria
Ihr Name war Maria (Originaltitel: Maria di Nazaret) ist eine zweiteilige deutsch-italienische Koproduktion aus dem Jahr 2012. Im Mittelpunkt steht die Lebensgeschichte von Maria von Nazaret, der Mutter Jesu. Der deutschsprachige Titel kann auch auf Maria Magdalena bezogen werden, der in einer Nebenhandlung ebenfalls eine tragende Rolle zukommt.

## Handlung
Aus Dankbarkeit, dass Gott ihre Tochter Maria vor den Soldaten des Königs Herodes gerettet hat, schicken Anna und Joachim Maria in den Tempel nach Jerusalem. Hier wird sie vom weisen Simeon erzogen. Jahre später kehrt sie als junge Frau nach Nazaret zurück. Hier verlobt sie sich mit dem Zimmermann Josef.
Eben zu jener Zeit wird die Mutter von Maria Magdalena, einer Freundin Marias, wegen Ehebruchs zu Tode gesteinigt. Da Magdalena genug hat vom Dorfleben Nazareths, schließt sie sich einer Karawane an, in der eine ihrer Verwandten, Herodias, auf dem Weg nach Jerusalem ist. In Jerusalem verliebt sich Magdalena in Antipatros, einen Sohn von König Herodes dem Großen. Herodias legt ohne Magdalenas Wissen Antipatros eine Falle und schiebt ihm ein geplantes Giftattentat auf seinen Vater in die Schuhe. Dies hat zur Konsequenz, dass Herodes seinen Sohn Antipatros töten lässt.
In Nazareth erscheint Maria der Erzengel Gabriel und verkündet der jungen Frau, dass sie dem Sohn Gottes das Leben schenken soll. Zunächst möchte Josef seine Verlobte wegen Ehebruchs verstoßen, doch nach einem Traum, in dem Gott ihn ermutigt hat, es doch zu tun, heiratet er Maria. Einige Monate später ergeht der Aufruf des römischen Kaisers zu einer Volkszählung. Josef und Maria reisen nach Bethlehem, wo in einem Stall Jesus geboren wird. Doch Herodes der Große, der nach dem gescheiterten Giftattentat auf seine Person fürchtet, die Macht zu verlieren, lässt, nachdem er von Weisen aus dem Morgenland von der Ankunft des Messias erfahren hat, in Bethlehem alle männlichen Kleinkinder in Jesu Geburtsstadt töten. Josef und Maria fliehen mit Jesus nach Ägypten. Erst nach dem Tod von Herodes, als Jesus bereits 7 Jahre alt war, kehren sie nach Nazareth zurück.
Maria und Josef haben anscheinend keine weiteren Kinder. Der Zimmermann Josef stirbt nach einem Arbeitsunfall.
Dreißig Jahre später beginnt Jesus sein Werk. Er zieht durch Israel, predigt, vollbringt Wunder und sammelt Anhänger um sich. Maria verfolgt dabei den Werdegang ihres Sohnes.
Magdalena ist inzwischen mit Joazar, einem der Hauptmänner des neuen Königs Herodes Antipas, verheiratet. Sie erfährt von Jesus und weiß, dass er ein besonderer Mann, vielleicht sogar der Messias selbst ist. Doch auch Johannes der Täufer, der am Jordan die Menschen tauft und gegen Herodes und dessen Zweitfrau Herodias wettert, wird von den Menschen geliebt. Herodias greift wieder auf Magdalena zurück. Sie gibt ihr Geld, damit Maria Menschen besticht, Falschaussagen über Johannes zu verbreiten. Herodias verspricht ihr im Gegenzug, dass Johannes nicht getötet wird. Doch es kommt anders: Johannes wird verhaftet. Auf einem Essen zu Herodes’ Geburtstag tanzt Salome, Herodias’ Tochter, so anmutig, dass Herodes ihr die Erfüllung eines Wunsches verspricht. Sie wünscht sich Johannes’ Kopf. Magdalena verlässt daraufhin weinend, wissend, dass sie hereingelegt wurde und an seinem Tod mit Schuld war, die Königsfestung. In einer nahen Stadt beginnt sie, als Prostituierte zu arbeiten. Als Joazar, ihr Ehemann, sie nach Tagen der Suche im Bordell antrifft, gibt er den Befehl, dass sie, wie einst ihre Mutter, gesteinigt werden soll. Doch gerade in diesem Moment erscheint Jesus. Er rettet Maria Magdalena das Leben, indem er denjenigen auffordert, den ersten Stein zu werfen, der ohne Sünde sei.
Maria Magdalena begleitet daraufhin Jesus und seine Jünger. Auch trifft sie ihre Freundin, Maria, Jesu Mutter, wieder. Mit Jesus brechen sie nach Jerusalem auf. Hier erfahren sie eines Nachts von Jesu Jünger Johannes, dass Jesus im Garten Gethsemane verhaftet wurde. Die beiden Frauen und Johannes begleiten daraufhin Jesus bis zu dessen Kreuzigung. Drei Tage später steht Jesus von den Toten auf.

## Hintergrund
Ihr Name war Maria ist einer der erfolgreichsten Bibelfilme der letzten Jahre. Teil 1 verfolgten in Italien zu Ostern 2012 7,1 Millionen Menschen, Teil 2 gar 8,4 Millionen. Dies entspricht einem Marktanteil von rund 29 Prozent.
Gedreht wurde der Film in Tunesien. Bibelfilm-Kennern fällt dabei auf, dass in derselben Location, in der im Film Jesus von Pilatus zum Tode verurteilt wird, bereits 1975 in Der Messias Jesus vor Pilatus stand. Auch sind einige Schauplätze bereits in anderen Bibelfilmen wie etwa 1987 Ein Kind mit Namen Jesus zu sehen gewesen.
In keinem anderen Bibelfilm zuvor ist zudem der Altersunterschied zwischen den Darstellern von Jesus und Maria so groß wie in diesem Film. Andreas Pietschmann (Jesus) ist 12 Jahre älter als Alissa Jung (Maria) – diese bleibt während des ganzen Filmes, so scheint es, gleich alt. Luca Marinelli, der im Film Josef, Jesu Ziehvater verkörpert, ist gar 15 Jahre jünger als Pietschmann.

## Synchronsprecher
Die Synchronsprecher für die deutsche Fassung:
| - Maria: Alissa Jung - Maria Magdalena: Natascha Geisler - Josef: Jaron Löwenberg - Herodias: Christin Marquitan - Jesus: Andreas Pietschmann - Joazar: Tom Vogt - Joachim: Rainer Gerlach - Herodes der Große: Jan Spitzer - Anna: Katharina Lopinski - Herodes Antipas: Johannes Brandrup - Judas Iskariot: Nikolai Kinski - Simon Petrus: Oliver Siebeck - Antipatros: Markus Pfeiffer - Hircanus: Robert Stadlober - Pontius Pilatus: Reinhard Kuhnert | - Johannes: Jan Makino - Johannes der Täufer: Tim Knauer - Simeon: Horst Lampe - Zacharias: Kaspar Eichel - Elisabet: Denise Gorzelanny - Joseph von Arimathäa: Detlef Gieß - Frau mit Regelblutung: Ilka Teichmüller - Salomè: Giuliana Jakobeit - Eleazar: Axel Lutter - Engel: Tobias Lelle - Maria Magdalenas Mutter: Monica Bielenstein - Maria Magdalenas Vater: Peter Groeger - Matthias: Uve Teschner - Susanna: Maria Sumner - Zacharias’ Bruder: Andreas Thieck |